# 貝爾特鎮
27°16′S 60°25′W / 27.267°S 60.417°W
貝爾特鎮（西班牙語：Villa Berthet），是阿根廷的城鎮，位於該國北部查科省，是聖洛倫佐縣的首府，始建於1929年，海拔高度78米，2001年人口12,029。